# Juana Pimentel
Juana Pimentel, född 1414, död 1488, var en spansk adelskvinna. 
Hon var dotter till Rodrigo Alonso Pimentel och Leonor Enríquez de Mendoza, och mor till den inflytelserika kungliga gunstlingen Alvaro de Luna. 
Hennes makes fall och avrättning gjorde att hans vidsträckta egendomar konfiskerades. Den 30 juni 1453 belägrade de kungliga trupperna fästningsslottet Escalona, där Juana de Pimentel hade tagit sin tillflykt med sina barn och hennes stora skatter. Hon motstod en lång belägring, ett faktum som gjorde att hon blev föremål för beundran. Hon beskrevs som en vacker kvinna, stark och utrustad med utmärkta fysiska plagg, moraliskt klanderfri, berömd och värd högsta beröm. Hon gick slutligen med på att ge upp på villkor att hon fick behålla en del av sina gods. Året därpå kom dock en ny kung på tronen, som även han ville konfiskera hennes gods, så han försökte konfiskera vissa gods, som staden Mombentrán och La Adrada. Grevinnan Juana gav dessa gods till Beltrán de la Cueva. Kungens ilska var så stor, att han dömde henne och hennes son Juan de Luna till döden, men genom förbön av de stora i Kastilien, förlät han henne och gav istället Arenas till henne och hennes arvingar.